# Polygonum caucanum
Polygonum caucanum är en slideväxtart som beskrevs av Norman Carter Fassett. Polygonum caucanum ingår i släktet trampörter, och familjen slideväxter. Inga underarter finns listade i Catalogue of Life.